# Bộ Chủ (丶)
Bộ Chủ (丶) nghĩa là "để chỉ sự kết thúc" là một trong 6 bộ thủ chỉ có 1 nét trong tổng số 214 Bộ thủ Khang Hy. Bộ này đôi khi được gọi là "nét mác".
Khang Hy tự điển chỉ xuất hiện 10 chữ (trong tổng số 49,030) sử dụng bộ thủ này.

## Chữ sử dụng bộ Chủ (丶)

Chử tiểu triện.

| Nét   | Chữ Hán, Hán-Việt và nghĩa của nó                                                        |
| ----- | ---------------------------------------------------------------------------------------- |
| 1 nét | 丶 Chủ "điểm, chấm"                                                                      |
| 2 nét | 丷 Chữ khẩu quyết của Triều Tiên, không có giải nghĩa theo âm Hán Việt                   |
| 3 nét | 丸 Hoàn "viên" (vật nhỏ mà tròn)                                                         |
| 4 nét | 丹 Đan "Quặng đá màu đỏ, dùng làm thuốc màu", 为 Vi "làm ra, chế ra"/Vị "vì (mục đích)." |
| 5 nét | 主 Chủ, chúa "quân chủ, giáo chủ, công chúa...", 丼 Tỉnh "cái giếng"                     |
| 8 nét | 丽 Lệ "đẹp" (diễm lệ)                                                                    |
| 9 nét | 举 Cử "cất lên, giơ, ngẩng" (舉止 cử chỉ)                                                |